# Ferran I Joan Ramon Folc de Cardona
Ferran I Joan Ramon Folc de Cardona i Enríquez (Castell d'Arbeca, 1469 - Barcelona, 13 de novembre de 1543) fou duc de Cardona, marquès de Pallars Sobirà, comte de Prades, vescomte de Vilamur, i senyor de la baronia d'Entença. Fou el personatge més influent de la noblesa catalana. Estretament vinculat a la corona, va ser nomenat gran d'Espanya de primera clase i acompanyà Carles V a les visites que el rei feu a Barcelona. No va tenir fills mascles i mitjançant el casament de les seves filles va reforçar la seva posició i la del comtat. Va participar en Barcelona en la trobada dels membres del Toisó d'or. Va ser enterrat al monestir de Cardona.

## Família
Fill de Joan Ramon IV de Cardona i d'Aldonça Enríquez, el 1497 es va casar amb Francisca Manrique de Lara. Van tenir els següents fills:
- Anna de Cardona, casada amb Joan de Montcada.
- Maria de Cardona, casada amb Francesc Gilabert de Centelles.
- Joana III de Cardona, casada amb Alfons I d'Aragó, duquessa de Sogorb i comtessa d'Empúries.
- Aldonça de Cardona, casada amb Luis Beaumont de Navarra.

En segones núpcies, es casà amb Isabel d'Agustí el 1540 amb qui va tenir:
- Hipòlita.
- Elisabet.